# World Series 1948
Le World Series 1948 sono state la 45ª edizione della serie di finale della Major League Baseball al meglio delle sette partite tra i campioni della National League (NL) 1948, i Boston Braves e quelli della American League (AL), i Cleveland Indians. A vincere il loro secondo titolo furono gli Indians per quattro gare a due.
I Braves avevano vinto il pennant della National League per la prima volta dai "Miracle Braves" del 1914, mentre gli Indians avevano impedito l'unica occasione per avere delle World Series disputate da due squadre di Boston vincendo lo spareggio con i Boston Red Sox per il titolo dell'American League. Anche se la loro stella Bob Feller non riuscì a vincere entrambe le sue gare come partente, gli Indians conquistarono il loro primo titolo dal 1920 e, al 2019, l'ultimo. 
Dopo che l'anno precedente Jackie Robinson aveva rotto la barriera razziale nella MLB, Larry Doby e Satchel Paige in quest'occasione diventarono i primi giocatori afroamericani a vincere le World Series.

## Sommario
Cleveland ha vinto la serie, 4-2.
| Gara | Data       | Risultato                                 | Stadio            | Tempo | Pubblico |
| ---- | ---------- | ----------------------------------------- | ----------------- | ----- | -------- |
| 1    | 6 ottobre  | Cleveland Indians – 0, Boston Braves – 1  | Braves Field      | 1:42  | 40.135   |
| 2    | 7 ottobre  | Cleveland Indians – 4, Boston Braves – 1  | Braves Field      | 2:14  | 39.633   |
| 3    | 8 ottobre  | Boston Braves – 0, Cleveland Indians – 2  | Cleveland Stadium | 1:36  | 70.306   |
| 4    | 9 ottobre  | Boston Braves – 1, Cleveland Indians – 2  | Cleveland Stadium | 1:31  | 81.897   |
| 5    | 10 ottobre | Boston Braves – 11, Cleveland Indians – 5 | Cleveland Stadium | 2:39  | 86.288   |
| 6    | 11 ottobre | Cleveland Indians – 4, Boston Braves – 3  | Braves Field      | 2:16  | 40.103   |

## Hall of Famer coinvolti
- Indians: Lou Boudreau, Larry Doby, Bob Feller, Joe Gordon, Bob Lemon, Satchel Paige
- Braves: Billy Southworth (man.), Warren Spahn